# NGC 215
NGC 215 (ook wel GC 112, ESO 150-19, h 2337, PGC 2451 of AM 0038-562) is een elliptisch sterrenstelsel in het sterrenbeeld Phoenix. Het hemelobject werd op 28 oktober 1834 ontdekt door de Britse astronoom John Herschel.